# Zeros (Declan McKenna)
Zeros è il secondo album in studio del cantautore britannico Declan McKenna, pubblicato nel 2020.

## Tracce
Testi e musiche di Declan McKenna, eccetto dove indicato.
1. You Better Believe!!! – 4:53 (McKenna, Jake Passmore)
2. Be an Astronaut – 4:35
3. The Key to Life on Earth – 4:06 (McKenna, Max Marlow)
4. Beautiful Faces – 3:16 (McKenna, Marlow)
5. Daniel, You're Still a Child – 3:58 (McKenna, Marlow)
6. Emily – 4:12
7. Twice Your Size – 3:19 (McKenna, Marlow)
8. Rapture – 3:59
9. Sagittarius A* – 3:57
10. Eventually, Darling – 4:11